# Théorème de Gauss (physique)
Pour les articles homonymes, voir Théorème de Gauss.

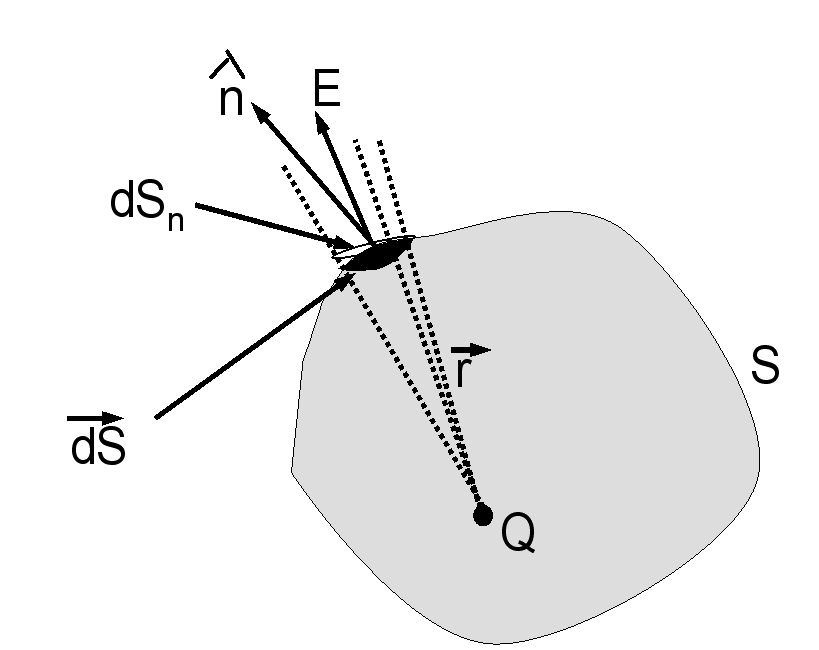
Dessin montrant les éléments à prendre en compte pour l'application du théorème de Gauss.

En physique, le théorème de Gauss relie le flux d'un champ de vecteurs sortant d'une surface fermée aux entités à l'origine du champ (charges électriques pour le champ électrique, masses pour le champ gravitationnel, etc.). Un corollaire notable du théorème est que les entités extérieures à la surface ne contribuent pas au flux.
Ce théorème, qui est en fait une application du théorème de la divergence, a été démontré indépendamment par Carl Friedrich Gauss en 1813 (pour la gravitation et dans un cas géométrique particulier), par Siméon Denis Poisson en 1824 (pour l'élasticité), par Mikhaïl Ostrogradski en 1826 (pour les flux de chaleur mais avec une démonstration générale), par George Green en 1828 (pour des cas particuliers) et par Pierre-Frédéric Sarrus en 1828 (pour les corps flottants).

## Théorème de Gauss en électrostatique

### Énoncé
Le flux du champ électrique {\displaystyle {\vec {E}}} sortant d'une surface fermée {\displaystyle S} est proportionnel à la charge électrique totale {\displaystyle Q_{\text{int}}} contenue dans le volume {\displaystyle V} délimité par cette surface. La constante de proportionnalité est {\displaystyle 1/\varepsilon _{0}}, où {\displaystyle \varepsilon _{0}} est la permittivité diélectrique du vide.

### Utilisation

#### Méthode générale
Il est toujours possible de calculer le champ électrique généré par une distribution de charge en intégrant la loi de Coulomb sur l'espace. Cette méthode étant souvent impraticable, le théorème de Gauss nous permet de simplifier ce calcul dans les cas où la répartition de charge possède des symétries permettant de choisir une surface de Gauss commode.
La méthode générale pour trouver le champ électrique {\displaystyle {\vec {E}}} en un point {\displaystyle {\vec {r}}} de l'espace peut être résumée comme suit.

1. Trouver l'orientation du champ {\displaystyle {\vec {E}}} au point {\displaystyle {\vec {r}}} par des considérations de symétrie.
2. Choisir une surface de Gauss {\displaystyle \Sigma }
  - passant par le point {\displaystyle {\vec {r}}},
  - ayant les mêmes symétries que la distribution de charges {\displaystyle \rho },
  - permettant d'exprimer facilement le flux de {\displaystyle E},
  - ne se superposant pas à une distribution surfacique ou linéique de charges (ce qui n'est pas physique).

3. Calculer le flux de {\displaystyle E} à travers {\displaystyle \Sigma }.
4. Calculer la charge {\displaystyle Q_{\mathrm {int} }} contenue dans {\displaystyle \Sigma }.
5. Appliquer le théorème de Gauss.

Un cas simple ou le théorème de Gauss permet de faciliter ce calcul est la boule uniformément chargée.

#### Exemple de la boule uniformément chargée
On considère une boule uniformément chargée de rayon {\displaystyle R} et de charge totale {\displaystyle Q}. On peut la représenter par une distribution de charge
{\displaystyle \rho ({\vec {r}})={\begin{cases}\rho _{0}&{\text{ si }}|{\vec {r}}|<R\\0&{\text{ sinon}}\end{cases}}\quad }, avec {\displaystyle \quad Q=V_{\text{boule}}\rho _{0}={\frac {4}{3}}\pi R^{3}\rho _{0}}.
En coordonnées sphériques, {\displaystyle {\vec {r}}=(r,\theta ,\phi )}, on remarque que le système est invariant par rotation d'angle {\displaystyle \theta ,\phi } quelconques, on a donc une symétrie sphérique. Le champ électrique {\displaystyle {\vec {E}}} généré par cette distribution de charges ne dépendra donc que de la distance au centre de la sphère {\displaystyle r} donc {\displaystyle {\vec {E}}({\vec {r}})={\vec {E}}(r)}. D'autre part, pour chaque point de l'espace, toutes les coupes de la sphère passant par ce point et le centre de sphère sont équivalentes donc le champ en ce point est radial. Ainsi on a {\displaystyle {\vec {E}}({\vec {r}})=E(r)\cdot {\vec {e}}_{r}}. Cette symétrie nous invite à choisir pour surface de Gauss {\displaystyle \Sigma } la sphère de rayon {\displaystyle r}.
En appliquant le théorème de Gauss à la surface {\displaystyle \Sigma }, on obtient
{\displaystyle {\frac {1}{\varepsilon _{0}}}\int \!\!\!\!\!\int \!\!\!\!\!\int _{V}\rho \,{\text{d}}V=\int \!\!\!\!\!\!\!\subset \!\!\!\supset \!\!\!\!\!\!\!\int _{\Sigma }{\vec {E}}\cdot {\text{d}}{\vec {S}}=E(r)\int \!\!\!\!\!\!\!\subset \!\!\!\supset \!\!\!\!\!\!\!\int _{\Sigma }{\vec {e}}_{r}\cdot {\text{d}}{\vec {S}}=4\pi r^{2}E(r)}.
On a alors deux cas de figure :
{\displaystyle \int \!\!\!\!\!\int \!\!\!\!\!\int _{V}\rho \,{\text{d}}V={\begin{cases}{\frac {4}{3}}\pi r^{3}\rho _{0}&{\text{ si }}r<R\\{\frac {4}{3}}\pi R^{3}\rho _{0}&{\text{ si }}r>R\end{cases}}},
donnant finalement une norme pour le champ électrique
{\displaystyle E(r)={\frac {\rho _{0}}{3\varepsilon _{0}}}\times {\begin{cases}r&{\text{ si }}r<R\\R^{3}/r^{2}&{\text{ si }}r>R\end{cases}}}.
Dans ce cas, on voit que la symétrie de la distribution de charge permet d'exprimer simplement l'intégrale sur le champ {\displaystyle {\vec {E}}}.

## Théorème de Gauss en gravitation

### Énoncé
Le flux du champ gravitationnel {\displaystyle {\vec {\mathcal {G}}}} sortant d'une surface fermée {\displaystyle S} est proportionnel à la masse totale {\displaystyle M_{\text{int}}} contenue dans le volume {\displaystyle V} délimité par cette surface. La constante de proportionnalité est {\displaystyle -4\pi G}, où {\displaystyle G} est la constante de gravitation.

### Exemples d'application

#### Gravité à l'extérieur de la Terre
La Terre pouvant être considérée comme à symétrie sphérique (en première approximation), le champ de gravité {\displaystyle {\vec {g}}} est partout dirigé vers le centre O de la Terre, et son module {\displaystyle g} (la gravité) ne dépend que de la distance radiale {\displaystyle r} (distance à O). Le théorème de Gauss appliqué à la sphère de centre O et de rayon {\displaystyle r} s'écrit {\displaystyle -4\pi r^{2}g=-4\pi G\,M_{\mathrm {int} }} où {\displaystyle M_{\mathrm {int} }} désigne la masse contenue à l'intérieur de la sphère, donc :
{\displaystyle g=G{\frac {M_{\mathrm {int} }}{r^{2}}}}.
Si l'on se situe à l'extérieur de la Terre ({\displaystyle r>R\,} où {\displaystyle R} désigne le rayon terrestre), {\displaystyle M_{\mathrm {int} }} n'est autre que la masse terrestre {\displaystyle M} (la masse d'air contenue entre les distances {\displaystyle R} et {\displaystyle r} est négligeable) :
{\displaystyle g={\frac {GM}{r^{2}}}}.
La gravité à l'extérieur de la Terre est donc la même que si toute la masse de la Terre était concentrée au point O.
Si l'on désigne par {\displaystyle g_{0}} la gravité à la surface de la Terre ({\displaystyle g_{0}=GM/R^{2}}), la gravité à l'extérieur de la Terre s'écrit :
{\displaystyle g=g_{0}\left({\frac {R}{r}}\right)^{\!2}}.
À l'altitude {\displaystyle z} on a {\displaystyle \,r=R+z=R\left(1+{\frac {z}{R}}\right)}, la gravité vaut donc :
{\displaystyle g=g_{0}\left(1+{\frac {z}{R}}\right)^{\!-2}}.
Si l'altitude est petite (comparée au rayon terrestre), on peut remplacer l'expression ci-dessus par un développement limité au premier ordre :
{\displaystyle g\approx g_{0}\left(1-2{\frac {z}{R}}\right)}.
{\displaystyle R\approx } 6 371 km. Pour {\displaystyle z=} 1 km, {\displaystyle 2{\frac {z}{R}}\approx } 0,00031, la gravité diminue donc d'environ 0,03 % par kilomètre d'altitude.

#### Gravité à l'intérieur de la Terre
Comme dans la section précédente, le champ de gravité {\displaystyle {\vec {g}}} est partout dirigé vers le centre O de la Terre, son module {\displaystyle g} ne dépend que de la distance radiale {\displaystyle r}, et le théorème de Gauss appliqué à la sphère de centre O et de rayon {\displaystyle r} donne {\displaystyle \,g=G\,M_{\mathrm {int} }/r^{2}\,} où {\displaystyle M_{\mathrm {int} }} désigne la masse contenue à l'intérieur de la sphère.
Quand {\displaystyle r} est inférieur au rayon terrestre {\displaystyle R}, la masse {\displaystyle M_{\mathrm {int} }} dépend de {\displaystyle r}. Si l'on suppose dans un premier temps que la masse volumique {\displaystyle \rho } de la Terre est uniforme, {\displaystyle M_{\mathrm {int} }(r)={\tfrac {4}{3}}\pi r^{3}\rho \,} donc :
{\displaystyle g={\frac {4}{3}}\pi \,G\rho \,r}.
La gravité en surface étant égale à {\displaystyle g_{0}={\tfrac {4}{3}}\pi \,G\rho \,R}, la gravité à l'intérieur de la Terre peut s'écrire :
{\displaystyle g=g_{0}{\frac {r}{R}}}.
En réalité, la masse volumique des matériaux terrestres est une fonction {\displaystyle \rho (r)} décroissante, en partie en raison de leur composition chimique (le fer du noyau est plus dense que les silicates du manteau) et en partie parce qu'ils sont d'autant plus comprimés qu'ils sont profonds (la pression augmente avec la profondeur, elle est maximale au centre de la Terre). Alors {\displaystyle \,M_{\mathrm {int} }(r)=\int _{0}^{r}\!4\pi \,r_{1}^{2}\,\rho (r_{1})\,\mathrm {d} r_{1}} donc :
{\displaystyle g={\frac {4\pi \,G}{r^{2}}}\int _{0}^{r}\!r_{1}^{2}\,\rho (r_{1})\,\mathrm {d} r_{1}}.

#### Théories de la Terre creuse
Les théories de la Terre creuse imaginent qu'il y a dans la Terre une grande cavité centrale, sphérique (de même centre O que la Terre elle-même), et que d'éventuels habitants de la surface (concave) de cette cavité tiendraient debout avec la tête vers O et les pieds au sol, maintenus par une gravité dirigée vers le sous-sol. Le théorème de Gauss montre facilement qu'en fait la gravité serait nulle, que tout l'intérieur de la cavité centrale serait en apesanteur : en prenant comme surface de Gauss une sphère de centre O et de rayon r inférieur ou égal au rayon de la cavité, la même formule que précédemment, {\displaystyle g=G\,M_{\mathrm {int} }/r^{2}}, donne {\displaystyle \,g=0\,} puisqu'il n'y a aucune masse à l'intérieur de la sphère.
Dans le cycle de Pellucidar d'Edgar Rice Burroughs, il y a en plus un soleil fixe au centre O. Le théorème de Gauss montre de même que la gravité ressentie par des habitants de la surface de la cavité ne serait pas dirigée vers le sous-sol mais vers le soleil fixe.

#### Correction de plateau
La correction de plateau est l'une des corrections apportées à l'accélération de la pesanteur déduite du modèle ellipsoïdal de la Terre pour définir une valeur théorique et la comparer à la valeur mesurée (la différence entre celle-ci et celle-là est l'anomalie de Bouguer). La correction de plateau est la pesanteur due à la présence de roches entre le niveau de la mer et le point de mesure, d'altitude h.
Les roches sont supposées appartenir à une couche d'épaisseur h (un plateau) présentant une différence de masse volumique {\displaystyle \Delta \rho } par rapport à l'air qui devrait être présent entre les altitudes 0 et h selon le modèle ellipsoïdal (les accidents de la topographie sont pris en compte dans une autre des corrections intervenant dans le calcul de l'anomalie de Bouguer). L'étendue de la couche étant supposée très grande par rapport à h, la correction de plateau {\displaystyle \Delta g_{\mathrm {p} }} est assimilée à la pesanteur (le module du champ de pesanteur {\displaystyle \Delta {\vec {g}}_{\mathrm {p} }}) créée par une plaque horizontale d'épaisseur h, de masse volumique {\displaystyle \Delta \rho } et d'extension horizontale infinie dans les deux directions. La symétrie de cette plaque implique que le champ de pesanteur qu'elle crée soit perpendiculaire au plan médiateur de la plaque, de même module {\displaystyle \Delta g_{\mathrm {p} }} en tous les points de ses deux faces, et de sens différent sur ces deux faces (dirigé vers le bas sur la face du haut, vers le haut sur la face du bas).
On choisit comme surface de Gauss une portion de cylindre de section S, de génératrices perpendiculaires au plan médiateur, et avec l'une de ses deux faces juste au-dessus de la face supérieure de la plaque et l'autre juste au-dessous de la face inférieure. Le flux de {\displaystyle \Delta {\vec {g}}_{\mathrm {p} }} sortant de cette surface fermée se compose du flux sortant par les parois latérales (nul puisque {\displaystyle \Delta {\vec {g}}_{\mathrm {p} }} y est parallèle à la surface), du flux sortant par la face du haut ({\displaystyle -S\,\Delta g_{\mathrm {p} }}) et du flux sortant par la face du bas (égal au précédent), le flux total est donc {\displaystyle -2S\,\Delta g_{\mathrm {p} }}. La masse contenue à l'intérieur de la surface de Gauss est égale au produit de la masse volumique {\displaystyle \Delta \rho } par le volume de plaque compris à l'intérieur, c'est-à-dire {\displaystyle S\,h}. Le théorème de Gauss s'écrit donc {\displaystyle -2S\,\Delta g_{\mathrm {p} }=-4\pi G\,\Delta \rho \,S\,h}, d'où :
{\displaystyle \Delta g_{\mathrm {p} }=2\pi G\,\Delta \rho \,h}.
La masse volumique de l'air étant négligeable devant celle des roches, on peut remplacer {\displaystyle \Delta \rho } par {\displaystyle \rho }, la masse volumique de ces roches.